# Henry Banks
Henry Banks, ameriški dirkač Formule 1, * 14. junij 1913, Croydon, Surrey, Anglija, Združeno kraljestvo, † 18. december 1994, Indianapolis, Indiana, ZDA.

## Življenjepis
Banks je pokojni ameriški dirkač, ki je med letoma 1938 in 1952 sodeloval na ameriški dirki Indianapolis 500, ki je med letoma 1950 in 1960 štela tudi za prvenstvo Formule 1. Najboljši rezultat je dosegel na dirki leta 1951, ko je zasedel šesto mesto. Umrl je leta 1994.